# Usina Termelétrica de Três Lagoas
A Usina Termelétrica de Três Lagoas é uma usina de energia localizada no município de Três Lagoas, no estado do Mato Grosso do Sul.

## Histórico
O projeto da usina foi contemplado no âmbito do Programa Prioritário de Termoeletricidade (PPT) do Ministério de Minas e Energia (MME), lançado em fevereiro de 2000. A Agência Nacional de Energia Elétrica (ANEEL) autorizou a Petrobrás a ser um Produtor Independente de Energia Elétrica por meio de Resolução em março de 200,  mediante implantação da usina e do respectivo sistema de transmissão.
O início das obras se deu em outubro de 2001, tendo sido concluídas dois anos depois.
A usina é ligada ao gasoduto Bolívia-Brasil, sendo a quinta do Brasil a operar com gás boliviano.
Passou a operar comercialmente em janeiro de 2004.
A termelétrica foi construída numa área de 22 hectares, pertencente à Petrobras, recebendo investimentos de R$ 500 milhões.
Foi inaugurada oficialmente em 02 de abril de 2004, operando em ciclo simples.
Em maio de 2012, passou a operar em ciclo combinado.

## Capacidade energética
A usina tem capacidade energética de 386 MW, sendo composta por quatro turbogeradores a gás para operação em ciclo simples, quatro caldeiras recuperadoras de vapor e dois turbogeradores a vapor.